# Zaraza (Band)
Zaraza (polnisch Seuche) ist eine 1993 gegründete Industrial-, Post-Metal- und Funeral-Doom-Band. Nach Auflösung der Band 2006 reaktivierten die Mitglieder Zaraza 2015 als Sludge-Projekt.

## Geschichte
Zaraza wurde Anfang 1993 in Montreal von dem neu angekommenen polnischen Einwanderer Jacek „The DoomHammer“ Furmankiewicz und dem in Montreal lebenden Noise-Musiker Brian „Grzegorz Haus ov Doom“ Meagher gegründet. Beide lernten einander durch ihre Tätigkeit für den Radiosender CKUT kennen, teilten das Interesse für Industrial und Post-Industrial, insbesondere Laibach, und freundeten sich an. Auf Basis der gemeinsamen Neigung zu Industrial, Industrial Metal, Death Metal und Grindcore schlug Furmankiewicz Meagher ein gemeinsames Projekt vor. Anfangs initiierte das Duo Zaraza als Grindcore-Projekt. Allerdings variierten die Musiker den Stil noch vor ersten Aufnahmen aufgrund subjektiver Präferenz, Furmankiewicz verwies unter anderem auf Winter, Autopsy und My Dying Bride, hin zu dem später populären Stil der Band. Nach der Veröffentlichung des ersten Demos Life is Death Postponed im Jahr 1995 veröffentlichte Zaraza 1997 ein Debütalbum mit dem Titel Slavic Blasphemy über das in Ottawa ansässige Label Musicus Phÿcus. Slavic Blasphemy erhielt eine Vielzahl positiver Kritiken.
Im Jahr 1999 nahm die Band das zweite Album No Paradise to Lose auf, das eine Bonus-EP mit 3 Laibach-Coverstücken enthalten sollte. Aus mangelnder Zufriedenheit mit der endgültigen Klangqualität resultierte eine Verschiebung der Veröffentlichung. Alle Originalaufnahmen wurden verworfen und die generelle Unzufriedenheit mit dem Album bedingte eine Bandpause von mehreren Jahren. Furmankiewicz, der das Album für reguläre Lautsprecher, mangelhaft abgemischt hatte, richtete sich in der Zwischenzeit ein Heimstudio ein. Dort konnte er ohne Zeitdruck und unter für ihn realistischer erscheinenden Bedingungen das Material erneut bearbeiten, so dass No Paradise to Lose im November 2003 erschien. Das Album erhielt vermehrt negative Resonanz.
Im Jahr 2002 spielte die Band als Vorgruppe für Knurl und Merzbow in Ottawa und beendete damit die Inaktivität. Den Auftritt beschrieb das Duo als die „einzig echte Live-Show“ von Zaraza. Im Jahr 2004 wurde das Demo Life is Death Postponed von Stijn van Cauter über Nulll Records wiederveröffentlicht. Zugleich stellte das Duo das Debüt kostenfrei zum Download über die eigene Homepage bereit. Furmankiewicz kontaktierte indes Firedoom Music zur Distribution der Musik von Zaraza, das auf Funeral Doom und Death Doom spezialisierte Label lehnte den Vertrieb jedoch ab, da sich die Musik anzunehmend schlecht vertreiben ließe. Zugleich, so Furmankiewicz, fiel ihm die kreative Arbeit an dem geplanten dritten Zaraza-Album unter dem Arbeitstitel Abyss of the Primitives zunehmend schwerer und er klagte über eine Schreibblockade beziehungsweise über schlechte Ergebnisse seiner eigenen Beiträge. Resultierend aus diesen beiden Faktoren rief er Meagher 2006 an und erklärte Zaraza ohne Disput oder Dissens für beendet. Vor dem Ende veröffentlichte das Projekt noch die Cover-EP Farwell to Doom. Die EP war als Abschied an die eigenen Fans gedacht und enthielt ausschließlich die Cover-Stücke Half-Life, im Original von Swans, und Pain in the World, im Original von Danzig, da Furmankiewicz sich unfähig sah angemessene eigene Musik zu schreiben.
Über einen Zeitraum von circa zehn Jahren galt Zaraza als aufgelöst. Furmankiewicz zog in dieser Zeit mehrfach um und spielte keine Musik während Meagher sich auf Noise-Projekte konzentrierte. Im Jahr 2015 nahm Furmankiewicz, inspiriert von Sludge-Bands wie Disrotted, das Musizieren erneut auf. Nach anfänglichen Schwierigkeiten schrieb der das Riff, das später zentral für das Stück Maskwearer werden sollte. Zurück in Kanada besuchten Meagher und Furmankiewicz gemeinsam ein Konzert der Reunion-Tournee von Godflesh. Die gemeinsam verbrachte Zeit, der Konzerteindruck und die neu gewonnene kreative Zuversicht bedingten die Wiederaufnahme der Aktivitäten mit Zaraza. In den folgenden Monaten komponierte die Band das Album Spasms of Rebirth, nahm es auf und veröffentlichte es im Selbstverlag. In der Zwischenzeit zog Furmankiewicz nach Ecuador, woraufhin weitere Bandaktivität verzögert und erschwert wurden. Das im Stil veränderte Spasms of Rebirth wurde in Kooperation mit professionellen PR-Agenturen international beworben und positiv rezipiert.

## Stil und Bedeutung
Der von Zaraza gespielte Musikstil wird als „Industrial Funeral Doom“ bezeichnet und als entsprechender Crossover aus Industrial Metal und Funeral Doom wahrgenommen. Für das Webzine Doom-Metal.com wird der Stil als einzigartig, seltsam und originell beschrieben. Aufbauend auf solchen Beurteilungen wurde dem Duo trotz eines geringen kommerziellen Erfolgs ein Kultstatus zugeschrieben.
Der Stil von Zaraza sei „stark inspiriert von Bands wie Laibach und Swans, und entwickele sich manchmal von brutalen schnellen Blastbeats über kompromisslos langsame Tempi bis hin zu seltsamen Industrial-, Noise- und Symphonie-Elementen innerhalb eines einzelnen Songs.“ Nach der Reunion wand sich das Duo stärker dem Sludge zu und reduzierte den zuvor prägenden Einsatz von Sampling und Synthesizern. Die frühe Musik mischt Elemente aus den Bereichen Klassik, Folk und Industrial, Black- und Death-Metal mit Funeral Doom. Chaim Drishner zieht in einer für Doom-Metal.com verfassten Rezension des Albums No Paradise to Lose einen Vergleich zu Einstürzende Neubauten gepaart mit Skin Chamber unter dem Einfluss von Laibach. Entsprechend vermengt die Band „schwere Rhythmen und hämmernde Beats“ mit Growling, Blastbeats, Death-Doom-Riffing sowie Krach- und Symphonie-Samples.

## Diskografie
- 1994: Life is Death Postponed (Demo, Slavic Blasphemy Records, 2004: NULLL Records)
- 1997: Slavic Blasphemy (Album, Musicus Phÿcus)
- 2003: No Paradise to Lose (Album, Total Zero)
- 2003: Montrealska Akropola - A Tribute to Laibach (EP, Total Zero)
- 2006: Farewell to Doom (EP, Total Zero)
- 2016: Live on CKUT 90.3 FM (Live-Album, Selbstverlag)
- 2017: Spasms of Rebirth (Album, Selbstverlag)